# Friedrich Myconius
Friedrich Myconius  (Lichtenfels, 26 de dezembro de 1490 — Gotha, 7 de abril de 1546) foi um teólogo luterano e reformador alemão. Foi amigo e colaborador de Martinho Lutero, participou da Confissão de Augsburgo e mais tarde escreveu uma história sobre a reforma.

## Publicações
- Eine freundliche Ermahnung und Tröstung an alle Freunde Gottes Worts in Annaberg, Trostbrief an die Annaberger, Zwickau 1524
- Handlung und Disputation Die Düsseldorfer Disputation, 1527
- Vorwort zu Luthers Galaterkommentar, 1535
- Der Widderteufer leere u. geheimnis” d. Justus Menius, Wittenberg 1530
- Wie man die Einfältigen und sonderlich die Kranken im Christentum unterrichten soll, Wittenberg 1539
- Historia Reformationis, hrsg. von E.S. Cyprian, Leipzig 1715, Neudr. hrsg. von O. Clemen, Leipzig 1915
- Mitverfasser: Von d. wohlriechenden u. köstl. Salbe, 1543